# Фено, Марк
Марк Фено́ (фр. Marc Fesneau; род. 11 января 1971, XV округ Парижа) — французский политик, министр сельского хозяйства и продовольственного суверенитета (2022—2024).
Ответственный министр при премьер-министре по связям с парламентом (2018—2020), министр-делегат при премьер-министре по связям с парламентом и гражданским обществом (2020—2022).

## Биография
Родился 11 января 1971 года в XV округе Парижа, но переехал в городок с населением 650 жителей Маршенуар в департаменте Луар и Шер, где в 1995 году был избран в муниципальный совет. В 2001 году стал парламентским помощником представительницы Союза за французскую демократию Жаклин Гуро, которая тогда являлась сенатором Франции от департамента Луар и Шер (одновременно в 2003 году окончил парижский Институт политических исследований). В 2004 году избран в совет региона Центр, на региональных выборах 2010 и 2015 года возглавлял список Демократического движения (в 2010 году его список получил в Центре 5,01 % голосов — лучший результат на тех выборах для ДД, и в том же году Фено стал генеральным секретарём партии). В 2008 году избран мэром Маршенуара, в 2014 — переизбран.
В июне 2017 года, оставаясь «номером три» в партийной иерархии Демократического движения, пошёл на парламентские выборы от партии «Вперёд, Республика!» и во втором туре 18 июня одержал победу в 1-м избирательном округе департамента Луар и Шер над кандидатом Национального фронта Мишелем Шасье (Michel Chassier), получив 69,15 % голосов избирателей.
25 июня 2017 года единогласно избран председателем фракции ДД в Национальном собрании, насчитывающей 42 депутата и выступающей в поддержку политического курса президента Макрона.

### Работа в правительствах
16 октября 2018 года в результате серии перестановок во втором правительстве Филиппа сменил назначенного министром внутренних дел Кристофа Кастанера, получив в ранге министра в своё ведение связи с парламентом.
6 июля 2020 года после отставки премьер-министра Филиппа сформировано правительство Кастекса, где в ведении Фено остались связи с парламентом, но теперь в должности министра-делегата и с дополнением функции связей с гражданским обществом.
20 мая 2022 года Фено получил портфель министра сельского хозяйства и продовольственного суверенитета при формировании правительства Элизабет Борн.
11 января 2024 года сохранил должность при формировании правительства Атталя.
21 сентября 2024 года по итогам досрочных парламентских выборов было сформировано правительство Барнье, в котором Фено не получил никакого назначения.